# St. Bartholomäus (Flitzing)

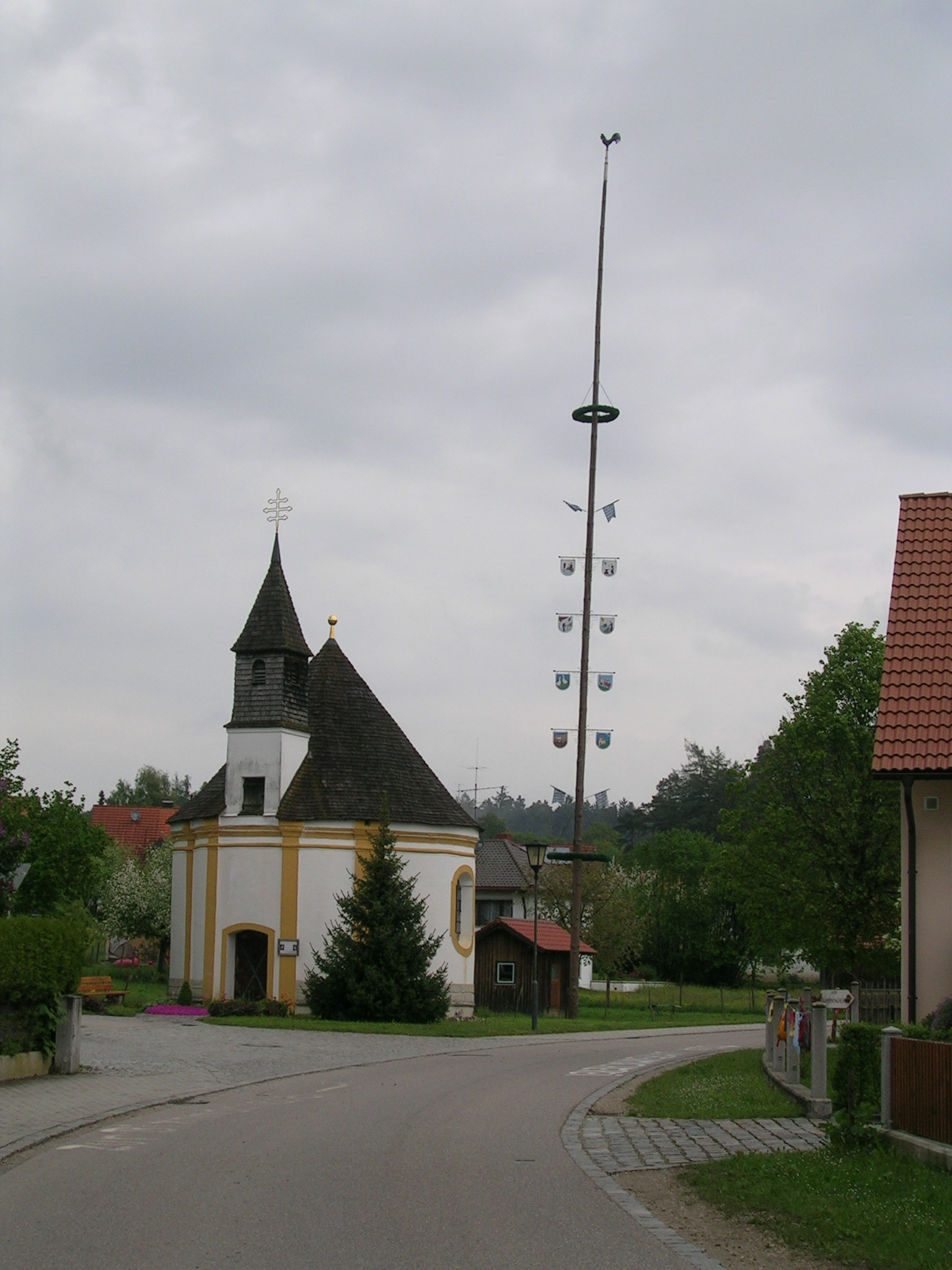
St. Bartholomäus

Die Kapelle St. Bartholomäus ist eine römisch-katholische Rundkapelle mit Turm in der Dorfmitte von Flitzing, einem Ortsteil  der Gemeinde Zolling (Oberbayern). Der heutige Bau wurde 1709 im Stile des Barock errichtet.

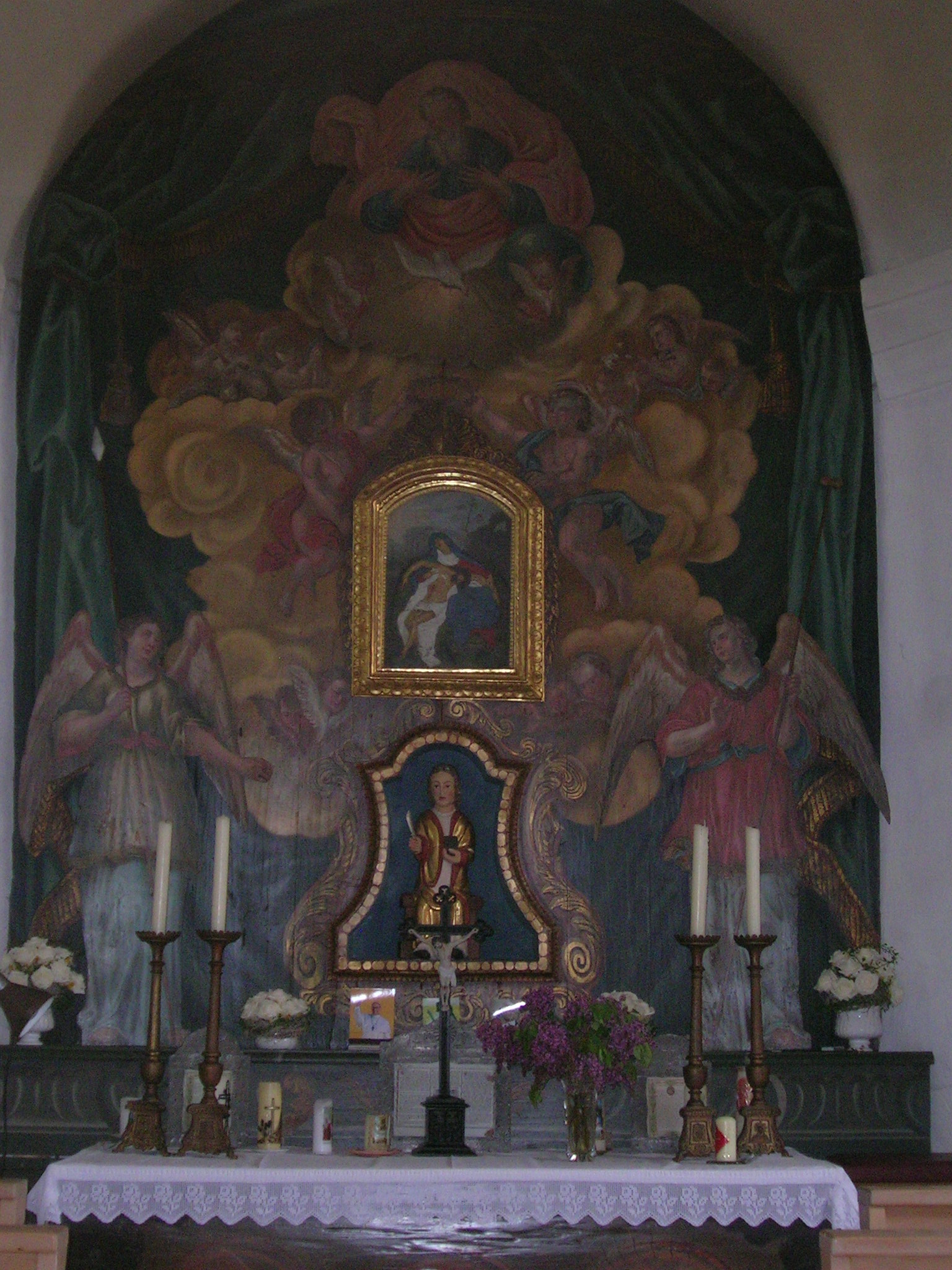
St. Bartholomäus – Innenraum

Eine erste Kapelle entstand um das Jahr 1300. Von Beginn an befand sie sich im Besitz der Grafen von Flitzing, die die örtliche Hofmark hielten. Die Kapelle wurde in der Mitte des Dorfes errichtet, unweit des damaligen Schlosses.
Bei einem Hochwasser des Flitzinger Baches 1707 wurde der Bau umgerissen. Der Überlieferung nach soll einzig das Bildnis des Kirchenpatrons, der Hl. Bartholomäus, nicht in den Wassermassen untergegangen sein.
Zwei Jahre später beschlossen die Einwohner des Ortes, die Kapelle wieder aufzubauen. Die Kosten für den Neubau trugen die umliegenden Höfe. 1853 und 1855 erhielt der Turm jeweils eine neue Glocke. In den Jahren 1981/1982 wurde die Kapelle umfassend restauriert.